# Distrito de Cerro Azul

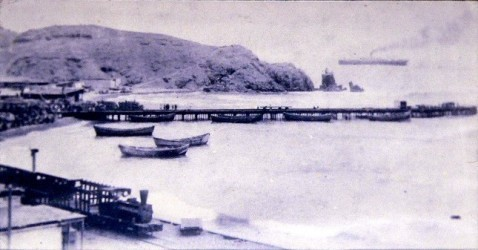
Sakura Maru, barco de inmigración japonesa, en el puerto de Cerro Azul (1899)

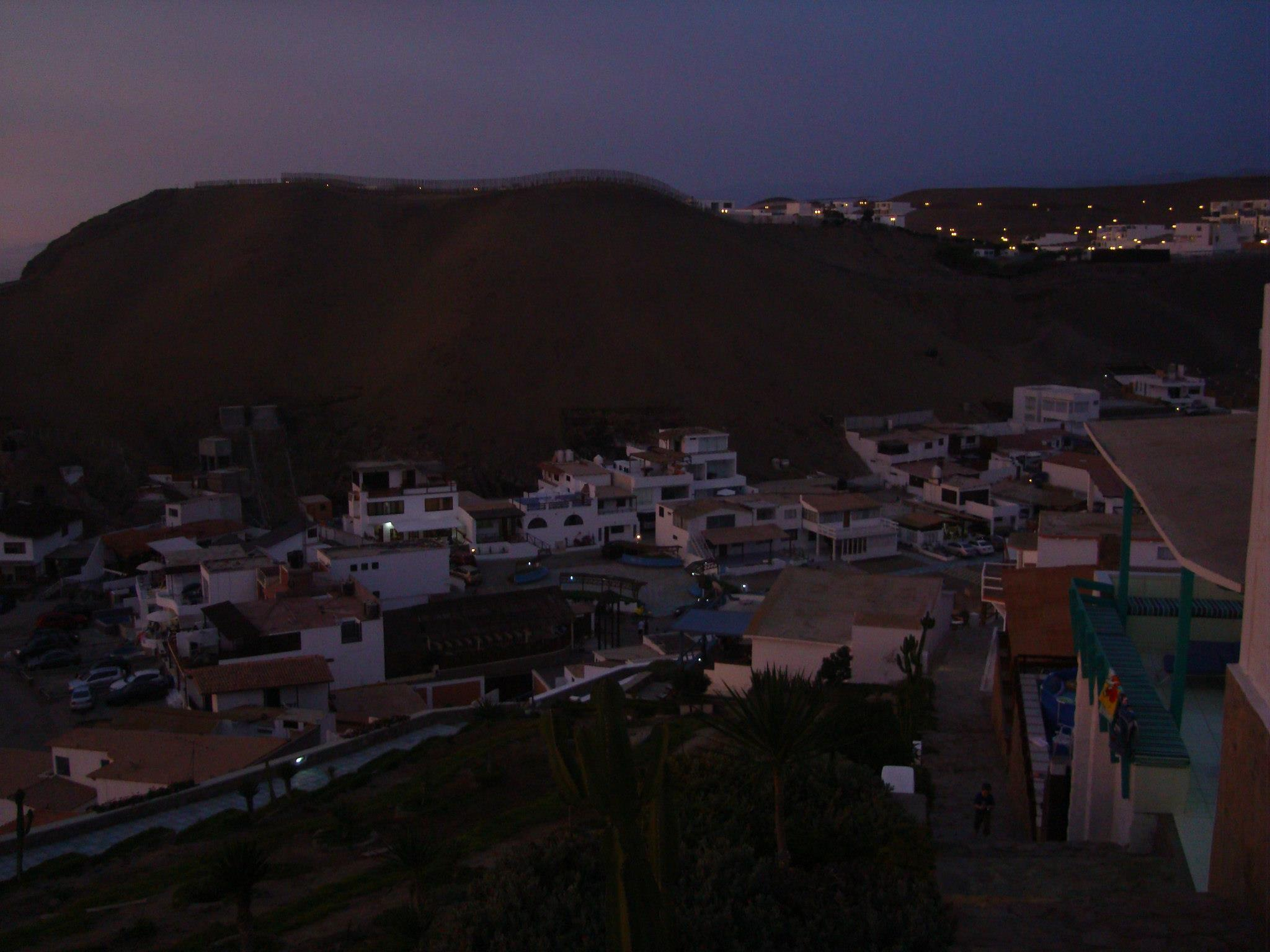
Puerto Fiel - Cerro Azul, Perú.

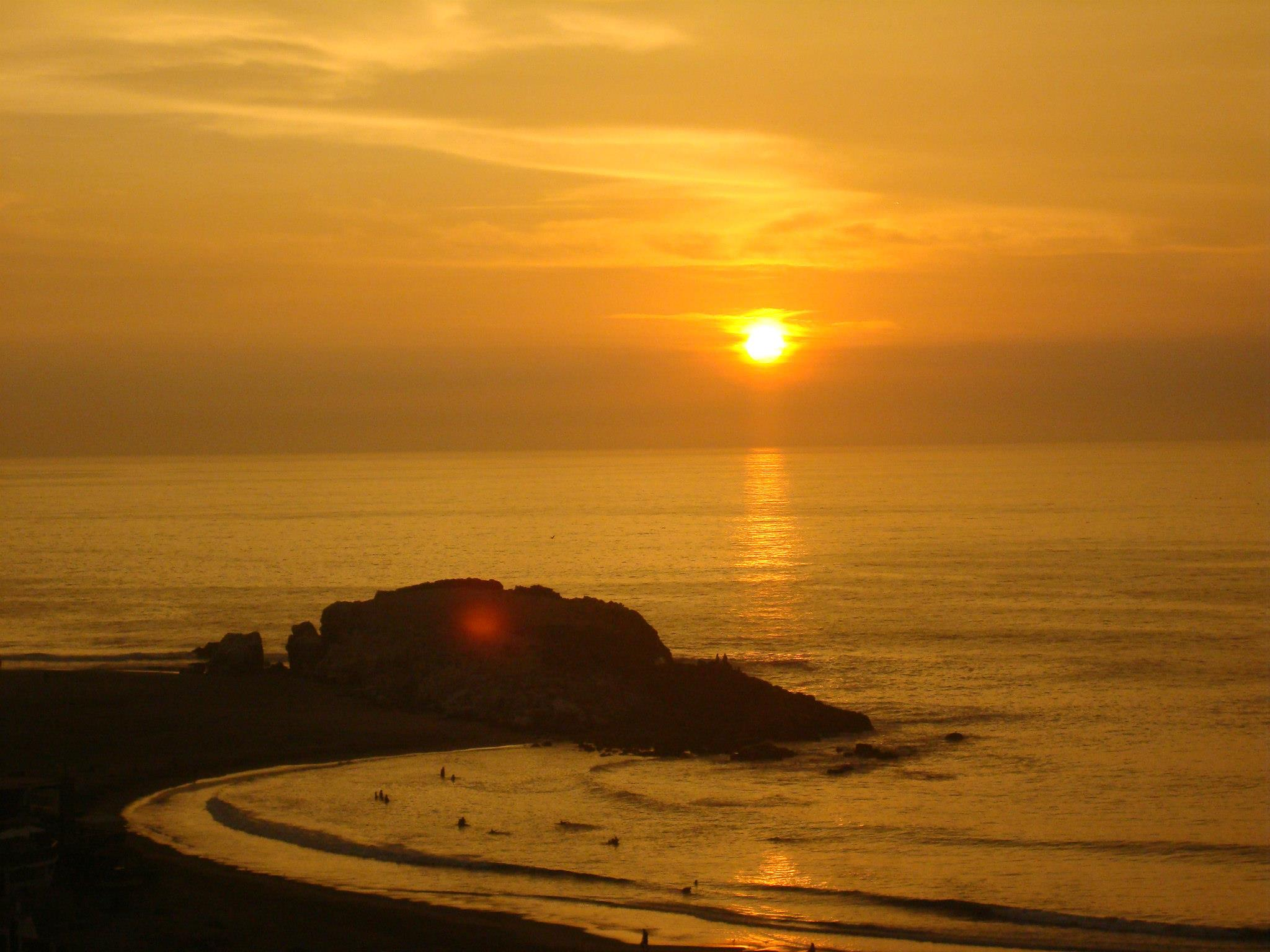
Puerto Fiel - Cerro Azul, Perú.

El distrito de Cerro Azul es uno de los dieciséis distritos que conforman la provincia de Cañete. Se encuentra ubicada en el departamento de Lima en la Costa central del Perú.

## Historia
Su nombre probablemente significa o se debe al tono azulado que adquieren algunas colinas del sur de la ciudad al amanecer.

## Geografía
El distrito de Cerro Azul ocupa un área de 105,17 km².

## División administrativa
El distrito está formado por un pueblo, tres anexos, cinco caseríos, tres unidades agropecuarias, dos cooperativas de viviendas y otros núcleos de población. Además de la capital, Cerro Azul, hay que destacar las poblaciones de:
- Los Lobos
- Puerto Fiel
- Las Palmeras
- Playa Honda
- Toyo Seco

### Centros poblados
- Urbanos
  - Cerro Azul, con 4 287 hab.
  - Casa Blanca, con 638 hab.
  - Señor de los Milagros, con 533 hab.
- Rurales
  - Bellavista, con 276 hab.
  - Miraflores, con 200 hab.
  - Puente Tabla

## Autoridades

### Municipales
- Alcalde: José Pain García, de Somos Perú.
- Regidores:
  1. Sandra Yulliet Manco Chumpitaz (Somos Perú)
  2. Miltón Omar Lara Campos (Somos Perú)
  3. Juan Antonio Arias Quispe (Somos Perú)
  4. Alicia Elizabeth Pizarro Calagua (Somos Perú)
  5. Marlene Rosario Quispe Cama (Movimiento Regional Unidad Cívica Lima)

Alcaldes anteriores
- 2019 - 2022 Terencia Tiofa Cordova De Salazar, de Cañete Avanza.
- 2015-2018: Abel Miranda Palomino, del Colectivo Ciudadano Confianza Perú.
- 2011 - 2014: Hugo Álvaro Rivas Sánchez, Movimiento Cerro Azul Oportunidad Para Todos (CAOPT).
- 2007 - 2010: Juana Rosa Raspa de Pain, Movimiento Orgullo por Cerro Azul.
- 2003 - 2006: José Guillermo Pain Cilich, Movimiento independiente Cerro Azul Progresa.
- 1999 - 2002: José Guillermo Pain Cilich, Movimiento independiente Nueva imagen de Cerro Azul.
- 1996 - 1998: Félix Urbano Meza Sánchez, Lista independiente N° 11 Somos Cañete 95
- 1993 - 1995: José David Lara Quispe, Movimiento Cerro Azuleño en Acción.
- 1990 - 1992: Ernesto Papaffava Arias, FREDEMO.
- 1987 - 1989: Roberto Ricardo Camacho Murga, Partido Aprista Peruano.
- 1984 - 1986: José David Lara Quispe, Partido Aprista Peruano.
- 1981 - 1983: José Nakandakari Kanashiro, Partido Acción Popular.

## Cultura
Dentro de la división eclesiástica de la Iglesia Católica del Perú, pertenece a la Prelatura de Yauyos

### Festividades
La fiesta del aniversario del distrito se realiza el 16 de agosto. También se celebra el 14 de septiembre la fiesta de la Santísima Cruz de la Exaltación del Cerro Camacho de Cerro Azul - Cañete. 
Entre los platos tradicionales de la zona hay que destacar el ceviche además del charquicán de raya seca.

## Deporte
Este distrito de la costa central cuenta con un equipo de fútbol profesional llamado Club Deportivo Bella Esperanza fundado en 1915.